# Iglesia de San Pedro (Escorca)
La iglesia de San Pedro (en catalán: església de Sant Pere) fue la primera de la parroquia de Escorca, en la Isla de Mallorca. 
Es una de las citadas en la Bula de Inocencio IV y de las que conservan más sus características tipológicas. El exterior es de mampostería y cubierta a doble vertiente. La fachada presenta una pequeña ventana y está rematada por una espadaña. La fachada lateral está definida por la ausencia de decoración y por el portal de acceso, con arco de medio punto dovelado. La nave tiene dos tramos, divididos por un arco diafragma y cubierta a doble vertiente.
Este texto toma como referencia la declaración de Bien de Interés Cultural publicada en el BOE n.º 297 de fecha 10 de diciembre de 2004 .
- Datos: Q621059